# Portada/article juliol 5

## Museu Diocesà de Barcelona
El Museu Diocesà de Barcelona està situat a la plaça de la Catedral de Barcelona, a l'edifici de la Pia Almoina. Es va inaugurar com a Museu Arqueològic Diocesà de Barcelona el 1916, instal·lant-se a l'espai de la planta baixa del Seminari Conciliar. El seu primer director va ser Manuel Trens. Es va traslladar i va obrir al públic al nou espai l'any 1991. El museu recull una extensa col·lecció d'obres d'art d'esglésies del Bisbat de Barcelona des del seu inici fins als nostres dies.